# Luigi Bonazzi
Luigi Bonazzi (ur. 19 czerwca 1948 w Gazzaniga) – włoski duchowny katolicki, arcybiskup, nuncjusz apostolski.

## Życiorys
30 czerwca 1973 otrzymał święcenia kapłańskie i został inkardynowany do diecezji Bergamo. W 1978 rozpoczął przygotowanie do służby dyplomatycznej na Papieskiej Akademii Kościelnej.
19 czerwca 1999 został mianowany przez Jana Pawła II nuncjuszem apostolskim na Haiti oraz arcybiskupem tytularnym Atella. Sakry biskupiej 26 sierpnia 1999 udzielił mu kardynał Angelo Sodano. 
Następnie w 2004 został przedstawicielem Watykanu na Kubie.
14 marca 2009 został przeniesiony do nuncjatury na Litwie - będąc akredytowanym równocześnie na Łotwie i w Estonii.
18 grudnia 2013 papież Franciszek mianował go nuncjuszem apostolskim w Kanadzie.
10 grudnia 2020 roku został przeniesiony do nuncjatury apostolskiej w Albanii.
21 stycznia 2025 przeszedł na emeryturę.